# Zbrodnie namiętności
Zbrodnie namiętności (tytuł oryg. Crimes of Passion) − amerykański film fabularny (thriller erotyczny) z 1984 roku wyreżyserowany przez Kena Russella.

## Obsada
- Kathleen Turner − Joanna Cran/China Blue
- Bruce Davison − Donny Hopper
- Anthony Perkins − wielebny Peter Shayne
- John Laughlin − Bobby Grady
- Annie Potts − Amy Grady
- Stephen Lee − Jerry
- Louise Sorel − Claudia

## Nagrody i wyróżnienia
- 1984, Los Angeles Film Critics Association Awards:
  - nagroda LAFCA w kategorii najlepsza aktorka (wyróżniona: Kathleen Turner)
- 1986, Sant Jordi Awards:
  - nagroda Sant Jordi w kategorii najlepsza aktorka zagraniczna (Turner)